# 孝恪太后

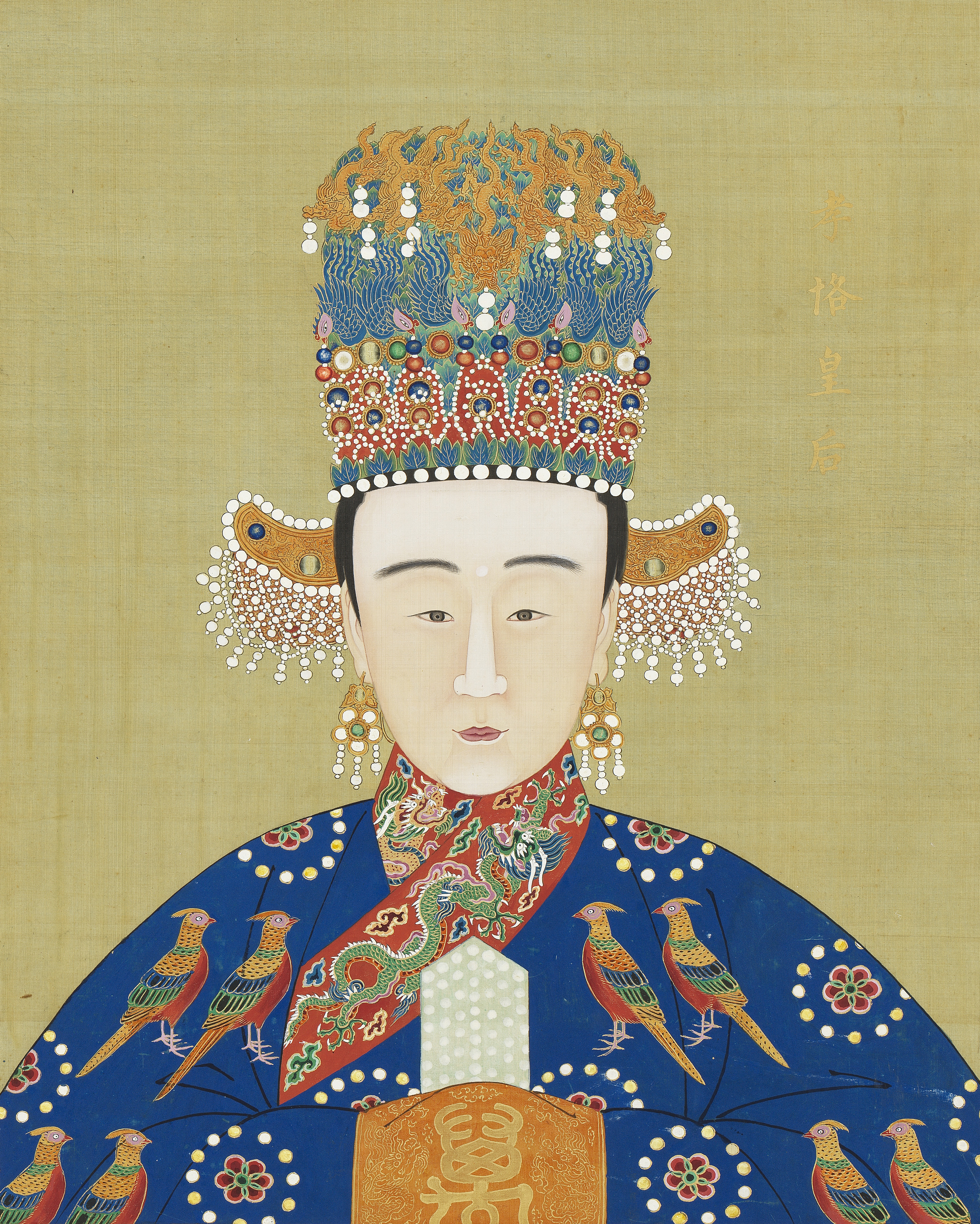
孝恪皇后杜氏

孝恪太后（こうかくたいごう、正徳11年（1516年） - 嘉靖33年1月11日（1554年2月12日））は、明の嘉靖帝の妃嬪で隆慶帝の母。姓は杜氏。

## 経歴
順天府大興県の庶民であった杜林と白氏のあいだの娘に生まれた。美しかったので、嘉靖10年（1531年）に方氏（後に皇后となった）ら9人と共に、選抜されて後宮に入り、康嬪となった。嘉靖15年（1536年）、妊娠したことで康妃に進封された。翌年、皇三子朱載坖（後の隆慶帝）を産んだ。
嘉靖帝の寵愛はなく、低調な生活を送った。嘉靖33年（1554年）、薨去した。栄淑と諡され、金山に葬られた。隆慶帝が即位すると孝恪淵純慈懿恭順賛天開聖皇太后の諡号を贈られ、皇太后に追尊された。

## 伝記資料
- 『明世宗実録』